# Allmänna ingenjörsbyrån
Allmänna Ingenjörsbyrån, AIB, var ett svenskt teknikkonsultföretag. Företaget grundades 1901 av Helge Torulf, och var aktivt ända till 1991, då det köptes upp av J&W. 1963 hade den över 800 anställda 

## Historia
Företaget bedrev rådgivande ingenjörs- och arkitektverksamhet för arkitektur, broar, byggnadsprojektering, byggnadskonstruktioner, byggledning, geoteknik, hamnar och farleder, kartografi, maskinkonstruktioner, samhällsplanering, vatten och avlopp, väg- och trafikteknik samt datateknik.
1912 blev företaget även verksamt i Finland, då de öppnade ett kontor i Helsingfors.